# Hongzhi Zhengjue
Hongzhi Zhengjue ( chinois : 宏智正覺 ; pinyin : Hóngzhì Zhēngjué ; Wade : Hung-chih Cheng-chueh, japonais: 宏智正覺 (Wanshi Shōgaku)), aussi parfois appelé Tiantong Zhengjue (1091–1157), , est un moine bouddhiste du courant chan chinois, auteur et compilateur de plusieurs textes passés à la postérité. La conception de Hongzhi de l'illumination silencieuse est d'une importance particulière pour les écoles chinoise caodong du chan, et japonaise sōtō du zen. Par ailleurs, cent kôans de Hongzhi Zhengjue ont été compilés au XIIIe siècle dans un ouvrage intitulé Cong rong lu , « Livre de l'équanimité ».

## Biographie
Selon Taigen Dan Leighton, Hongzhi est né dans une famille du nom de Li, à Xizhou dans l'actuelle province du Shanxi. Il quitte la maison familiale à l'âge de onze ans pour devenir moine, étudiant auprès de plusieurs maîtres de l'école Caodong, dont Kumu Facheng, et Yuanwu Keqin, auteur du Recueil de la falaise bleue, une célèbre collection de kōan. 
En 1129, Hongzhi commença à enseigner au monastère de Jingde sur le mont Tiantong, où il resta pendant près de trente ans, et qu'il ne quitta qu'en 1157, l'année de sa mort, pour descendre dans les vallées faire ses adieux à ses élèves. Il restaura le monastère et rassembla autour de lui une importante assemblée de disciples, dont le nombre s'est élevé jusqu'à 1200, et c'est ce rôle de restaurateur qui lui valut le surnom de Tiantong Zhengjue.
Hongzhi fut surnommé « grand-père de Rujing » parce qu'il est le prédécesseur de deux générations de Rujing, le maître chinois de Dôgen (qui fut lui-même le fondateur de l'école sôtô) .

### Lien avec Dôgen
Dōgen cite Rujing et Hongzhi beaucoup plus souvent que d'autres figures du chan. Dôgen cherche ainsi établir un sentiment de filiation lignagère  avec ce courant chinois particulier, dans le but d'étendre son mouvement au Japon.

## Œuvre

### Koans
Hongzhi était un écrivain de talent, et ses qualités littéraires apparaissent en particulier dans deux recueils de kôans, comprenant chacun cent cas, avec les phrases de couronnement (jakugo), ce qui montre bien que même s'il a prôné la méthode de l'illumination silencieuse, Hongzhi n'a pas rejeté l'utilisation des kôans. D'ailleurs ces deux volumes ont été très populaires parmi ses disciples,. 
Le plus connu de ces deux ouvrages associés à Hongzhi est le recueil intitulé le Livre de l'équanimité. Il a été publié après la mort de Hongzhi par Wansong Xingxiu (en) (1166-1246), en 1224, enrichi des commentaires de ce dernier qui a entrepris ce travail à la demande du gouverneur Yelü Chucai (1190-1244) du Khitan. Ce recueil est considéré comme l'un des textes clés de l'école Caodong du bouddhisme zen, et constitue une preuve que l'école sôtô a aussi utilisé les kôans dans la formation des moines.

### LeSceau de l'illumination silencieuse
Hongzhi est associé au chan de l'illumination silencieuse (chin. : Mozhao Chan; jap: « 黙照禅 (Mokushō Zen) », sujet auquel il a consacré un important poème qui porte le titre, en japonais, de Mokushomei, « sceau de l'illumination silencieuse ». Cette notion d'illumination silencieuse place Hongzhi dans la lignée Caodong fondée en Chine par Dongshan Liangjie et Caoshan Benji. Mais Hongzhi va se heurter à l'opposition marquée de Dahui Zonggao (en) (1089–1163), un maître rinzai qui était en même temps un ami — et les attaques contre la position de Hongzhi reprendront de plus belle avec maître rinzai japonais Hakuin (1685-1769). À l'époque de Hongzhi, cela déboucha sur une dispute très vive entre lui et Dahui, lequel va donner à cette pratique qu'il juge « hétérodoxe » (ou « hérétique ») (jap.: jazen) le nom, dédaigneux à ses yeux, de « zen de l'illumination silencieuse » (jap.: mokusho zen); ce à quoi Hongzhi répondra en parlant de « zen de l'observation des kôans » (jap.:  kanna zen). Bien que chacune de ces deux appellations ait visé à dénigrer l'autre partie, toutes deux passèrent finalement dans l'histoire et désignèrent ces deux positions opposées.
Ce style de méditation devint caractéristique de l'école Sôtô du zen japonais. Toutefois, l'expression est assez rarement utilisée, et on utilise en général dans cette école le terme shikantaza, « simple assise » ou « seulement s'asseoir ».

#### Traductions
- (en) Cultivating the Empty Field. The Silent Illumination of Zen Master Hongzhi  (Translated, edited with an introduction by Taigen Daniel Leighton), Tuttle Pub, 2000, 140 p. (ISBN 978-0-804-83240-3)
- Conseils pour la pratique, traduction du Chant de l'illumination silencieuse par Vincent Keisen Vuillemin, traduction en français à partir de la traduction en anglais de D. Leighton. [lire en ligne (page consultée le 4 décembre 2022)]
- (en) The Book of Serenity : One Hundred Zen Dialogues  (trad. et introduction par Thomas Cleary), Boston, Shambhala Publications, 2005, 512 p. (ISBN 978-1-59030-249-1)

#### Études et commentaires
- (en) Robert E. Buswell, Jr. (dir.), Encyclopedia of Buddhism, New York, Macmillan Reference USA, 2004, 1000 p.
- (en) Robert E. Buswell, Jr. et Donald S. Lopez, Jr., The Princeton Dictionary of Buddhism, Princeton, Princeton University Press, 2014, 1304 p. (ISBN 978-0-691-15786-3)

- (en) Sheng-Yen (traduction et commentaires), The Method of No-Method : The Chan Practice of Silent Illumination, Boston, Shambala, 2008, 144 p. (ISBN 978-1-590-30575-1, lire en ligne)
- (en) Gerry Shishin Wick (préf. de Bernie Glassman (en)), The Book Of Equanimity : Illuminating Classic Zen Koans, Somerville (MA), Wisdom Publications, 2005, 320 p. (ISBN 978-0-86171-387-5, lire en ligne)
- Rév. Kenshu Sugawara (Univ. de Komazawa, Tôkyô), « Shikantaza (Seulement assis) » (Rubrique: "Mots clés de base de l'enseignement du zen Sôtô"), sur sotozen.com (site officiel de l'école Sôtô) (consulté le 18 octobre 2024)